# Степок (Якимівський район)
Степок — колишнє село у Якимівському районі Запорізької області.
Запорізька обласна рада рішенням від 29 вересня 2004 року у Якимівському районі включила в межі селища міського типу Кирилівка село Степок загальною площею 8,3 га.

## Населення
За даними перепису населення 2001 року, у селі мешкало 38 осіб. Мовний склад населення був таким:
| Мова       | Число ос. | Відсоток |
| ---------- | --------- | -------- |
| українська | 29        | 76.32    |
| російська  | 9         | 23.68    |